# Hirano

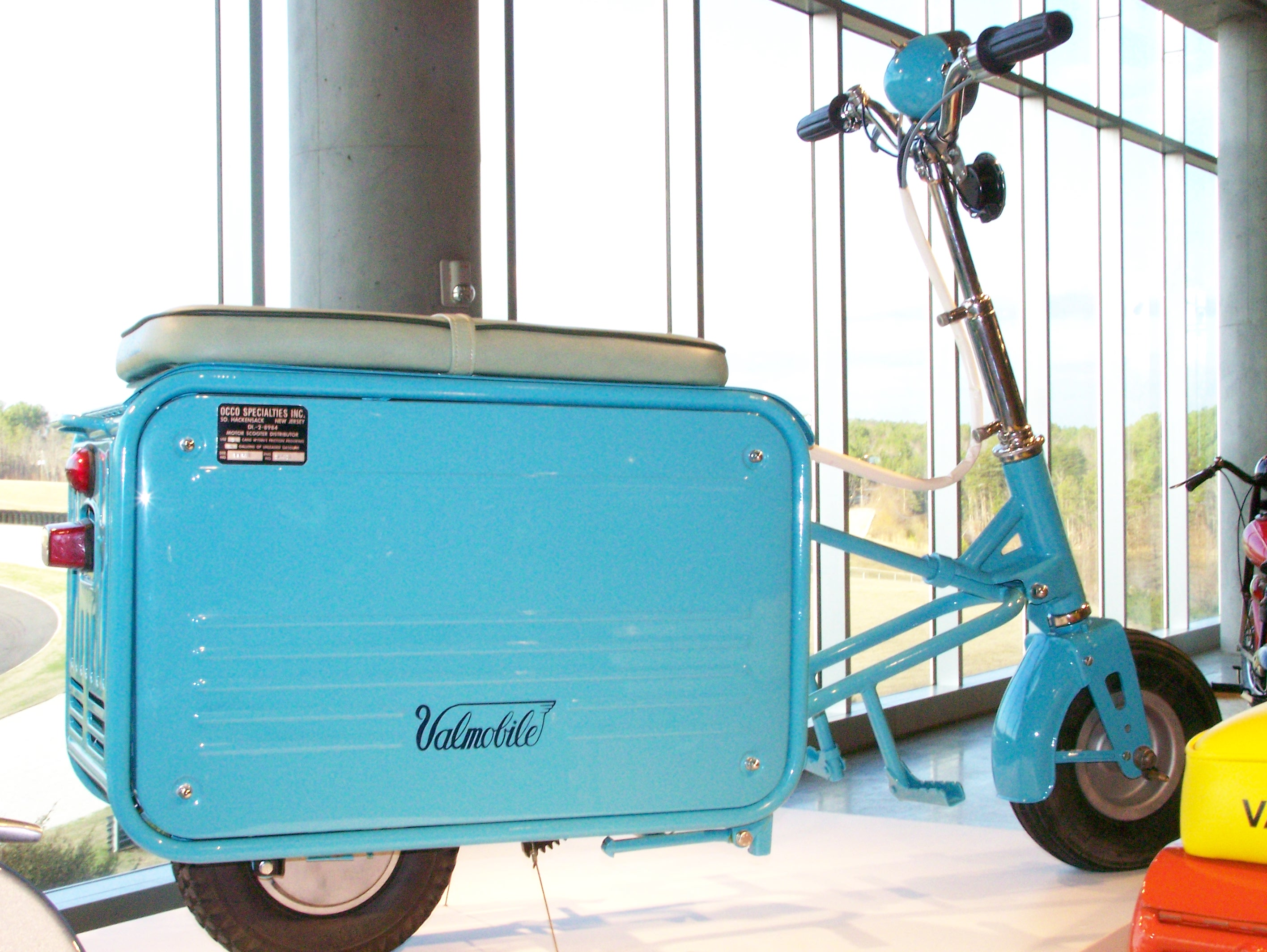
Hirano Valmobile miniscooter

Hirano is een Japans historisch merk van scooters.
De bedrijfsnaam was: Hirano Seisakusho Motor Cycle Company, Tokio.
Hirano Seisakusho bracht in 1951 de Hirano Popet scooter op de markt. Deze had een 78cc-motortje, een automatische koppeling, een gesloten kettingaandrijving naar het achterwiel en een schommelvoorvork. De Popet bleef tot 1957 in productie, maar in 1956 verscheen de Hirano Pop Manlee met een 125cc-motor en een telescoopvork. In 1959 kwam de 175cc-Pop Super de Luxe met een Earles-type voorvork. Rond dezelfde tijd kwam de Pop Standard met een 122cc-motor en de Popet kwam weer terug in twee versies: een 50cc-model met een telescoopvork en het 78cc-model (de Popet ST 80) met een automatische koppeling, een Earles-voorvork en een swingarm achter. De Pop Manlee kreeg een 175cc-motor en een centrifugaalkoppeling. Ook kwam er een miniscooter, de Hirano Valmobile met automatische koppeling en een starre voorvork. Deze scooter was afgeleid van de Franse Valmobile-scooter.
In 1961 werd de productie van Hirano-scooters beëindigd.